# Romany Malco
Romany Malco, Jr. (Brooklyn, Nueva York; 18 de noviembre de 1968) es un actor y productor musical estadounidense.

## Primeros años
Malco nació en Brooklyn, Nueva York, de padre trinitense. Su carrera dio comienzo a los siete años de edad, cuando empezó a cantar rap con un micrófono. De adolescente, se mudó a Texas y asistió a la secundaria Sterling. Después de graduarse, formó un grupo de rap, R.M.G., y una vez trasladados a Los Ángeles, el grupo firmó un contrato con Virgin Records. El nombre del grupo cambió a College Boyz y su primer éxito, "Victim of the Ghetto", llegó al puesto número 4 en el chart del rap.

## Carrera como actor
Malco prestaba su voz al personaje animado MC Skat Kat en la introducción de rap del video musical "Opposites Attract" (1990) de Paula Abdul.
Estaba trabajando como productor musical en The Pest (1997), protagonizada por John Leguizamo, cuando el actor, impresionado por la personalidad dinámica de Malco, lo alentó para que comenzara una carrera como actor.
Malco interpretó a Conrad Shepard en la serie Weeds, y trabajó en películas como The 40-Year-Old Virgin, Blades of Glory, Baby Mama, The Chateau y Saint John of Las Vegas. También interpretó al rapero MC Hammer en el telefilme titulado Too Legit: The MC Hammer Story, transmitido por VH1 en 2001.
Con respecto a su carrera, su amigo Judd Apatow le aconsejó a Malco que la credibilidad es importante y que es necesario ser selectivo a la hora de elegir un papel. "No llegué a este negocio sin dinero y necesitado de un trabajo", dijo Malco sobre su carrera, "En realidad llegué a este negocio diciendo no".

## Vida privada
Está casado con la ex skater profesional y doble Taryn Dakha, a quien conoció durante el rodaje de The Love Guru. Inicialmente vivieron en Redondo Beach, California. Mientras grababa Mad Dogs en Puerto Rico, Malco decidió mudarse a la isla. En una entrevista en el programa de cocina The Chew, Malco dijo "no me podía ir" y que vivir en Puerto Rico lo hacía sentir que "estaba viviendo un sueño".

## Filmografía
- Opposites Attract (1989) - Taboo
- Skat Strut (1990) - Taboo
- Big Time (1992) - Taboo
- Urban Menace (1999) - Syn
- Corrupt (1999) - Snackbar Dude
- The Wrecking Crew (2000) - Chewy
- True Vinyl (2000) - Nite Owl
- The Prime Gig (2000) - Zeke
- The Chateau (2001) - Allen Rex Granville
- Ticker (2001) - T.J.
- White Boy (2002) - Mike Robinson
- The Tuxedo (2002) - Mitch
- The Leprecaun Chronicles (2004) - Griffin Paschall
- Churchill: The Hollywood Years (2004) - Denzil Eisenhower
- The 40-Year-Old Virgin (2005) - Jay
- Blades of Glory (2007) - Jesse
- The Ex (2007) - Hakeem Oliver the Doctor
- Baby Mama (2008) - Oscar
- The Love Guru (2008) - Darren Roanoke
- Saint John of Las Vegas (2009) - Virgil
- A Little Bit of Heaven (2011)
- Think like a man (2012) - zeke
- Weeds
- Top Five (2014) - Benny Barnes
- Almost Christmas (2016) - Christian Meyers
- Night School (2018) - Jaylen